# João Cândido Felisberto
João Cândido Felisberto (Encruzilhada do Sul, 24 giugno 1880 – Rio de Janeiro, 6 dicembre 1969) è stato un militare brasiliano.
Soprannominato "Almirante negro" (Ammiraglio nero), fu membro della Marina e nel 1910 capeggiò la cosiddetta "Revolta da chibata" (rivolta dello scudiscio).;
Nel 1933 aderì all'Azione Integralista Brasiliana, movimento politico nazionalista fondato da Plínio Salgado.

## Biografia
João Cândido Felisberto nacque in un'indigente famiglia di ex schiavi afrobrasiliani del Rio Grande do Sul. Nel 1894, all'età di soli 14 anni, entrò nella Marinha do Brasil. In quel periodo la vita dei marinai brasiliani era estremamente dura, soprattutto, per quelli di origine africana, costantemente vittime di innumerevoli pregiudizi.

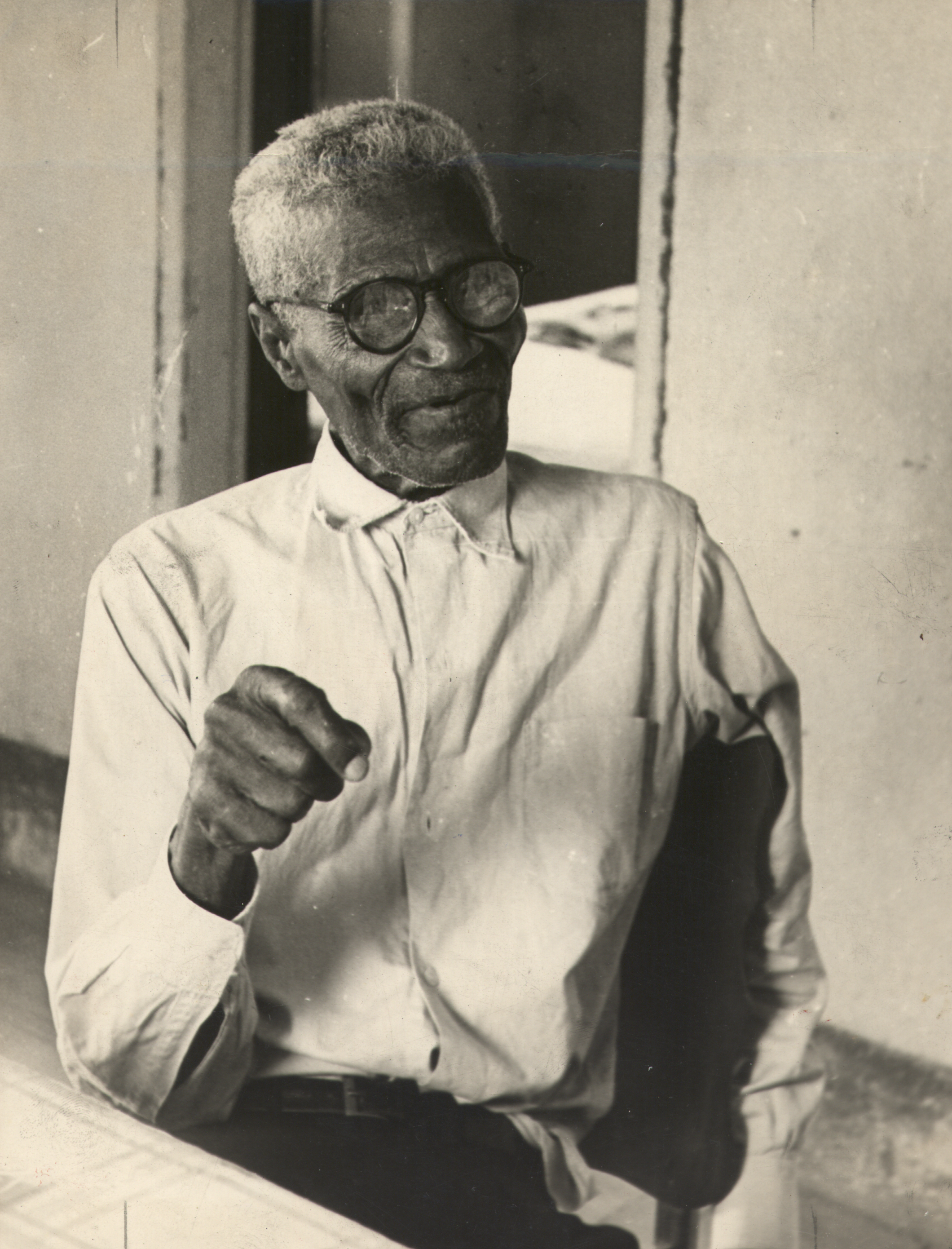
João Cândido, 1963.

Fu di stanza a Newcastle upon Tyne per due anni, durante la costruzione della nave da battaglia "Minas Geraes". Vivendo in Inghilterra si rese conto in maniera più chiara delle discriminazioni presenti nella Marina brasiliana. Nel 1910, tornato in patria, guidò la Rivolta della Frusta, evento che vide come causa scatenante la tremenda fustigazione subita da un marinaio. I ribelli presero il controllo della Minas Geraes e di un'altra corazzata, la São Paulo. Le loro richieste furono il miglioramento delle condizioni di vita e di lavoro per i marinai e l'abolizione della tortura come strumento punitivo.
Al placarsi della rivolta, il Presidente Hermes da Fonseca promise l'amnistia agli ammutinati, salvo poi tornare sui suoi passi. Fu così che João Cândido (che contrasse anche la tubercolosi) e molti suoi seguaci vennero arrestati e torturati. Al suo rilascio, l'appellativo di Almirante Negro divenne sempre più conosciuto. Espulso dalla Marina, affondò nella povertà e finì col lavorare al porto di Rio de Janeiro in cambio di un salario molto basso. Nel 1930 fu nuovamente arrestato con l'accusa di sovversione.

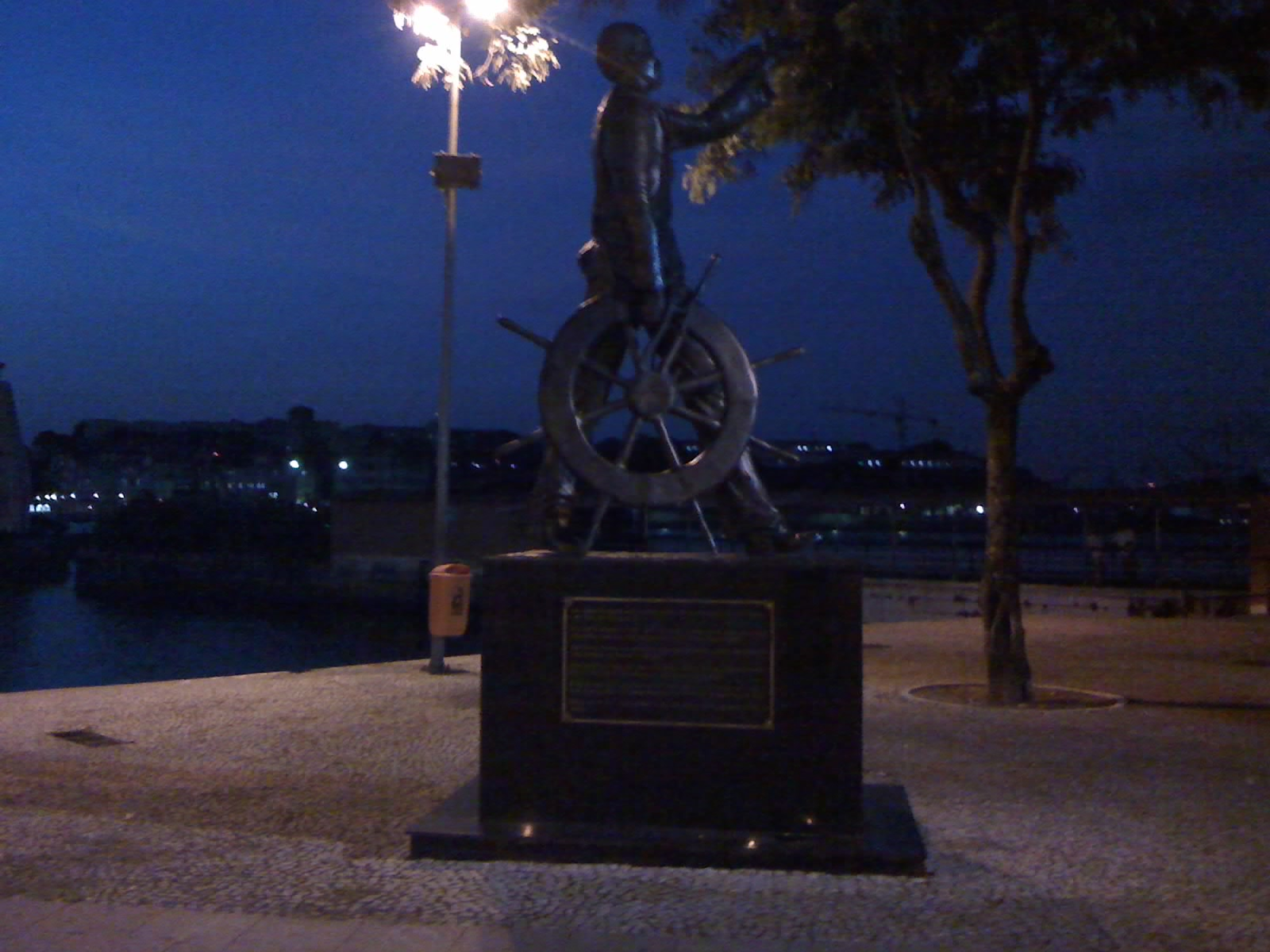
La statua dellAmmiraglio nero a Rio de Janeiro.

Nel 1933 João Cândido Felisberto fu invitato ad aderire all'Azione Integralista Brasiliana, un movimento politico nazionalista e cattolico, ispirato al fascismo italiano. Divenne, ben presto, il leader del nucleo integralista di Gamboa. Fu dunque, insieme ad Abdias do Nascimento, uno dei tanti neri che si unirono al partito poi sciolto nel 1937, a seguito del golpe di Getúlio Vargas. In un'intervista rilasciata nel 1968 Felisberto si disse orgoglioso del suo passato integralista e confermò l'amicizia con Plínio Salgado.
Dimenticato e privo della pensione militare, morì di cancro il 6 dicembre 1969 a Rio de Janeiro, città in cui oggi è presente una statua in suo ricordo.